# Investicija
Investicija ali investiranje je termin s številnimi tesno povezanimi pomeni v gospodarstvu, trgovini, financah, in ekonomiji. Povezan je tudi z ohranjanjem, oženjem ali razširitvijo potrošnje. Investicija ima veliko vlogo pri širitvi osebne potrošnje kot tudi splošne družbene potrošnje in rasti/upadanju gospodarske rasti vsake družbe.

## Tipi investiranja
Poznamo več tipov in oblik investiranja v grobi razdelitvi pa poznamo tri osnovne;
- dolgoročne investicije
- srednjeročne investicije
- kratkoročne investicije